# Mayday Parade

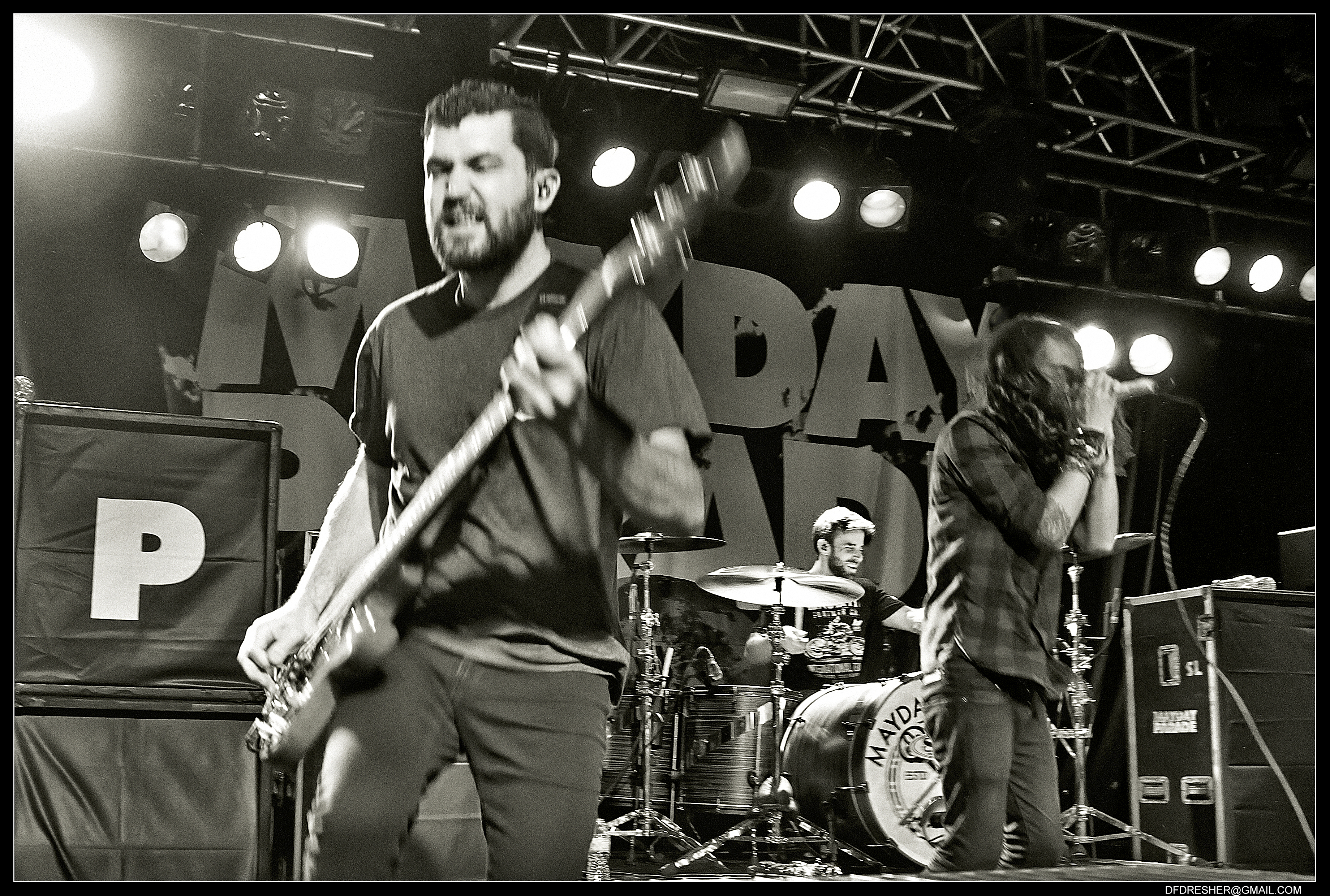
Mayday Parade 2014

Mayday Parade — американская рок-группа из города Таллахасси, штат Флорида. Группа сформировалась в 2005, когда члены двух популярных местных групп Kid Named Chicago и Defining Moment решили объединиться. Их дебютный EP был издан в 2006 году и распродан в количестве 20 тысяч копий без поддержки какого-либо лейбла. 10 Июля 2007 Mayday Parade выпустили свой первый альбом под названием A Lesson in Romantics. Затем группа подписала контракт с звукозаписывающим студией Fearless Records и сотрудничала с ней в период с 2006 по 2009 год, пока не подписала новый контракт со студией Atlantic Records. Их второй студийный альбом Anywhere But Here был издан 6 октября 2009 года. Их третий альбом, названный Mayday Parade, был издан 4 октября 2011 года. Они выступали в качестве хэд-лайнеров на The 2011 Noise Tour вместе с такими группами, как: You Me at Six, There for Tomorrow, We Are the In Crowd и The Make.

## История

### Tales Told by Dead Friends (2005—2007)
Ещё не имея названия, группа отправилась в студию с тем, чтобы записать их первый EP Tales Told by Dead Friends вместе с продюсером Lee Dyess. В течение недели, проведённой в студии на записи, они выбрали название Mayday Parade. Группа отправилась в свой первый тур по США вместе с Brandtson и Mêlée. В следующий тур они отправились вместе с Plain White T's вскоре после издания EP.

## Состав группы
Нынешние участники:
- Дерек Сандерс — вокал, клавиши, акустическая гитара (с 2005 по настоящее время)
- Джереми Лензо — бас-гитара, вокал (с 2005 по настоящее время)
- Алекс Гарсия — лид-гитара (с 2005 по настоящее время)
- Брукс Беттс — ритм-гитара (с 2005 по настоящее время)
- Джейк Бандрик — ударные, перкуссия, вокал (с 2005 по настоящее время)

Бывшие участники:
- Джейсон Ланкастер — вокал, ритм-гитара (с 2005 по 2007 гг.)

## Дискография

### Студийный альбомы
| Год  | Альбом                                                                      | Позиция в чарте | Позиция в чарте | Позиция в чарте    | Позиция в чарте | Продано |
| Год  | Альбом                                                                      | Billboard 200   | Top Heatseekers | Independent Albums | AUS             | Продано |
| ---- | --------------------------------------------------------------------------- | --------------- | --------------- | ------------------ | --------------- | ------- |
| 2007 | A Lesson in Romantics - Издан 10 июля 2007 года - Студия: Fearless          | -               | 8               | 31                 | -               | 170,000 |
| 2009 | Anywhere But Here - Издан 6 октября 2009 года - Студия: Atlantic, Fearless  | 31              | -               | -                  | -               | 99,500  |
| 2011 | Mayday Parade - Издан 4 октября 2011 года - Студия: Independent Label Group | 12              | -               | 2                  | 84              | 26,800  |
| 2013 | Monsters in the Closet - Издан 8 октября 2013 года - Студия: Fearless       | 10              | -               | 2                  | -               | 30,000  |

### Мини-альбомы
| Год  | Альбом                                                                                             | Позиция в чарте | Позиция в чарте | Позиция в чарте | Продано |
| Год  | Альбом                                                                                             | 200             | HEAT            | IND             | Продано |
| ---- | -------------------------------------------------------------------------------------------------- | --------------- | --------------- | --------------- | ------- |
| 2006 | Tales Told by Dead Friends - Издан 7 ноября 2007 года - Студия: Independent, переиздан на Fearless | -               | -               | -               | 20,000  |
| 2011 | Valdosta - Издан 8 марта 2011 года - Студия: Atlantic, Fearless                                    | 127             | -               | -               | -       |